# Chaceon yaldwyni
Chaceon yaldwyni is een krabbensoort uit de familie van de Geryonidae. De wetenschappelijke naam van de soort is voor het eerst geldig gepubliceerd in 1990 door Manning, Dawson & Webber.